# Guillermo Pereda
Guillermo Olegario Gonzalo Pereda (Córdoba, 11 de enero de 1964) es un militar argentino en situación de retiro con el grado de teniente general. Fue jefe del Estado Mayor General del Ejército (JEMGE) desde el 15 de diciembre de 2021 hasta el 29 de diciembre de 2023.

## Carrera militar
El 1 de diciembre de 1984 egresó del Colegio Militar de la Nación con el grado de subteniente del arma de infantería. Fue nombrado como jefe del Estado Mayor General del Ejército el 15 de diciembre de 2021 por el entonces presidente Alberto Fernández, reemplazando al teniente general Agustín Cejas en ese mismo cargo.
El 29 de diciembre de 2023, mediante un  decreto presidencial, fue sucedido por el general de brigada Carlos Presti como el sucesor de Pereda en el cargo de jefe del Estado Mayor General del Ejército.

## Condecoraciones y distintivos
Ha recibido los siguientes galardones:
- «Oficial de Estado Mayor» Escuela Superior de Guerra
- «Distintivo Paracaidista Militar
- «Distintivo instructor de Paracaidismo»
- "Distintivo Julio Argentino Roca" por años de servicio en el sur
- "Distintivo Aptitud Aplicativa al Combate"